# Stefano Cappellini
Stefano Cappellini (Catania, 4 ottobre 1974) è un giornalista e autore televisivo italiano, direttore del quotidiano il Riformista da gennaio a maggio 2011.

## Biografia
Professionista a partire dal 2004, tra le testate giornalistiche per cui ha lavorato vi sono Il Messaggero, del quale è divenuto caporedattore nel 2011, e la Repubblica, di cui è vicedirettore dal 25 ottobre 2024.
Nel 2008 diviene vicedirettore de il Riformista, del quale è stato anche caposervizio politico dal 2002 al 2011, mentre dal 1º gennaio 2011 assume il ruolo di direttore a seguito del ritiro di Antonio Polito. A maggio dello stesso anno lascia il Riformista e passa a il Messaggero.
Altre testate per cui il giornalista ha lavorato sono Internazionale e Liberazione. È stato autore televisivo di programmi quali Batti e ribatti e Controcorrente ed ha anche scritto tre libri. È anche Content Manager di Webvalue e Web Content Manager per le notizie sul portale Virgilio.

## Vita privata
Dal 2011 è sposato con Monica Giandotti. Nello stesso anno Giandotti e Cappellini sono diventati genitori del primo figlio. Vivono a Roma.

## Autore televisivo
- Batti e ribatti (2004)
- Controcorrente (2005)
- Matrix (2005-2009)
- Exit - Uscita di sicurezza (2011)

## Opere letterarie
- Stefano Cappellini, Rose e pistole. 1977 Cronache di un anno vissuto con rabbia, Sperling e Kupfer, 2007.
- Andrea Bianchi e Stefano Cappellini, #finchevivrò. Il manuale di chi tifa Fiorentina, Fandango Libri, 2014.